# Macedonian Open 1998
Il Macedonian Open 1998 è stato un torneo di tennis facente parte della categoria ATP Challenger Series nell'ambito dell'ATP Challenger Series 1998. Il torneo si è giocato a Skopje in Macedonia dal 14 al 20 settembre 1998 su campi in terra rossa.

## Vincitori

### Singolare
Jordi Mas-Rodriguez ha battuto in finale  Tomas Behrend con il punteggio di 6–3, 6–4

### Doppio
Eduardo Nicolas-Espin /  Germán Puentes hanno battuto in finale  Andrej Merinov /  Andrej Stoljarov con il punteggio di 7–5, 3–6, 7–6